# Mountain Lake Park
Mountain Lake Park is een plaats (town) in de Amerikaanse staat Maryland, en valt bestuurlijk gezien onder Garrett County.

## Demografie
Bij de volkstelling in 2000 werd het aantal inwoners vastgesteld op 2248.
In 2006 is het aantal inwoners door het United States Census Bureau geschat op 2143, een daling van 105 (-4.7%).

## Geografie
Volgens het United States Census Bureau beslaat de plaats een oppervlakte van
4,1 km², waarvan 3,9 km² land en 0,2 km² water.

## Plaatsen in de nabije omgeving
De onderstaande figuur toont nabijgelegen plaatsen in een straal van 16 km rond Mountain Lake Park.